# Kelgena macahelensis
Kelgena macahelensis là một loài Trichoptera trong họ Limnephilidae. Chúng phân bố ở miền Cổ bắc.